# Trolleit
Trolleit ist ein selten vorkommendes Mineral aus der Mineralklasse der „Phosphate, Arsenate und Vanadate“ mit der chemischen Zusammensetzung Al4[OH|PO4]3 und damit chemisch gesehen ein basisches Aluminiumphosphat oder auch ein Aluminiumphosphat mit zusätzlichen Hydroxidionen.
Trolleit kristallisiert im monoklinen Kristallsystem und entwickelt überwiegend massige bis schuppige Aggregate mit einem glasähnlichen Glanz auf den Oberflächen. Das Mineral ist in reiner Form farblos und durchsichtig. Aufgrund von Fremdbeimengungen ist es jedoch von überwiegend blassblauer bis blassgrüner Farbe.

## Etymologie und Geschichte
Erstmals entdeckt wurde das Mineral in der Eisengrube Västanå (auch Västanågruvan, Västanå Iron Mine oder Westanå Mine) bei Näsum in der schwedischen Gemeinde Bromölla. Die Analyse und Erstbeschreibung erfolgte 1868 durch Christian Wilhelm Blomstrand (1826–1897), der ihm zu Ehren des schwedischen Chemikers Hans Gabriel Trolle-Wachtmeister (1782–1871, siehe auch Wachtmeister (Adelsgeschlecht)) den Namen Trolleit gab.
Das Typmaterial wird im Mineralogischen Museum der Universität Breslau (englisch Mineralogical Museum, University of Wracłav; MMUWr) unter der Sammlungsnummer MMWr II-9575 aufbewahrt.
Da der Trolleit bereits lange vor der Gründung der International Mineralogical Association (IMA) bekannt und als eigenständige Mineralart anerkannt war, wurde dies von ihrer Commission on New Minerals, Nomenclature and Classification (CNMNC) übernommen und bezeichnet den Trolleit als sogenanntes „grandfathered“ (G) Mineral. Die seit 2021 ebenfalls von der IMA/CNMNC anerkannte Kurzbezeichnung (auch Mineral-Symbol) von Trolleit lautet „Tll“.

## Klassifikation
In der veralteten 8. Auflage der Mineralsystematik nach Strunz gehörte der Trolleit zur Mineralklasse der „Phosphate, Arsenate, Vanadate“ und dort zur Abteilung „Wasserfreie Phosphate, Arsenate und Vanadate mit fremden Anionen“, wo er gemeinsam mit Lipscombit im Anhang zur „Lazulith-Reihe“ mit der Systemnummer VII/B.05 und den Hauptmitgliedern Barbosalith, Lazulith und Scorzalith steht.
In der zuletzt 2018 überarbeiteten Lapis-Systematik nach Stefan Weiß, die formal auf der alten Systematik von Karl Hugo Strunz in der 8. Auflage basiert, erhielt das Mineral die System- und Mineralnummer VII/B.08-010. Dies entspricht der Klasse der „Phosphate, Arsenate und Vanadate“ und dort der Abteilung „Wasserfreie Phosphate, mit fremden Anionen F,Cl,O,OH“, wo Trolleit zusammen mit Barbosalith, Hentschelit, Lazulith, Lipscombit, Richellit, Scorzalith, Wilhelmkleinit und Zinklipscombit die „Lazulithgruppe“ mit der Systemnummer VII/B.08 bildet.
Die von der International Mineralogical Association (IMA) zuletzt 2009 aktualisierte 9. Auflage der Strunz’schen Mineralsystematik ordnet den Trolleit in die Klasse der „Phosphate, Arsenate und Vanadate“ und dort in die Abteilung „Phosphate usw. mit zusätzlichen Anionen; ohne H2O“ ein. Hier ist das Mineral in der Unterabteilung „Mit ausschließlich mittelgroßen Kationen; (OH usw.) : RO4 ≤ 1 : 1“ zu finden, wo es als einziges Mitglied eine unbenannte Gruppe mit der Systemnummer 8.BB.45 bildet.
In der vorwiegend im englischen Sprachraum gebräuchlichen Systematik der Minerale nach Dana hat Trolleit die System- und Mineralnummer 41.11.01.01. Das entspricht der Klasse der „Phosphate, Arsenate und Vanadate“ und dort der Abteilung „Wasserfreie Phosphate etc., mit Hydroxyl oder Halogen“. Hier findet er sich innerhalb der Unterabteilung „Wasserfreie Phosphate etc., mit Hydroxyl oder Halogen mit verschiedenen Formeln“ als einziges Mitglied in einer unbenannten Gruppe mit der Systemnummer 41.11.01.

## Chemismus
In der (theoretisch) idealen Zusammensetzung von Trolleit (Al4(PO4)3(OH)3) besteht das Mineral im Verhältnis aus je vier Teilen Aluminium (Al), drei Teilen Phosphor (P), 15 Teilen Sauerstoff (O) und drei Teilen Wasserstoff (H) pro Formeleinheit. Dies entspricht einem Stoffmengenverhältnis (Gewichtsprozent) von 24,32 Gew.-% Al, 20,93 Gew.-% P, 54,07 Gew.-% O und 0,68 Gew.-% H oder in der Oxidform 45,94 Gew.-% Aluminiumoxid (Al2O3), 47,97 Gew.-% Phosphorpentoxid (P2O5) und 6,09 Gew.-% H2O.
Die Analyse natürlicher Mineralproben am Typmaterial aus der Grube Västanå ergab dagegen eine leicht abweichende Zusammensetzung von 43,26 Gew.-% Al2O3, 46,72 Gew.-% P2O5 und 6,23 Gew.-% H2O sowie Fremdbeimengungen von 2,75 Gew.-% Eisen(III)-oxid (Fe2O3) und 0,97 Gew.-% Calciumoxid (CaO).
Bei einer chemisch ähnlichen Mineralprobe vom Hökensås (auch Hökensäs) in der Gemeinde Tidaholm (ebenfalls Schweden) ergab die Analyse eine Zusammensetzung von 43,87 Gew.-% Al2O3, 48,00 Gew.-% P2O5 und einen ermittelten Wassergehalt von 7,77 Gew.-% bei nur geringen Beimengungen von 0,34 Gew.-% Fe2O3 und 0,02 Gew.-% CaO.

## Kristallstruktur
Trolleit kristallisiert in der monoklinen Raumgruppe I2/c (Raumgruppen-Nr. 15, Stellung 8) mit den Gitterparametern a = 18,89 Å, b = 7,16 Å, c = 7,16 Å und β = 100,0°, sowie vier Formeleinheiten pro Elementarzelle.
Die Kristallstruktur besteht aus zwei flächenteilenden Al[6]-Oktaedern, die Al2O6(OH)3-Dimere bilden und über gemeinsame Ecken zu Doppelketten parallel der c-Achse [001] verbunden sind. Diese werden wiederum durch PO4-Tetraeder zu einem dreidimensionalen Gerüst verknüpft.

## Eigenschaften
Beim Erhitzen an der Luft auf über 650° wird das Hydroxid ausgetrieben und Trolleit wandelt sich in Aluminiumorthophosphat (AlPO4) mit quarz- beziehungsweise cristobalitähnlichen Formen um.

## Bildung und Fundorte
Trolleit bildet sich in metamorphen Gesteinen wie beispielsweise Amphibolit. An seiner Typlokalität in der Eisengrube Västanå trat das Mineral in Paragenese mit Attakolit, Augelith, Berlinit und Lazulith auf. Als weitere Begleitminerale wurden in der Champion-Mine am White Mountain Peak (White Mountains (Kalifornien)) noch Scorzalith und Viseit (auch Viséit, Gemenge aus Crandallit und Opal) sowie in den Buranga-Pegmatiten bei Muhororo im Distrikt Ngororero in Ruanda noch Apatit, Bertossait, Brasilianit, Gatumbait, Montebrasit, Samuelsonit, Wyllieit gefunden.
Als seltene Mineralbildung konnte Trolleit nur an wenigen Orten nachgewiesen werden, wobei weltweit bisher rund 20 Vorkommen dokumentiert sind (Stand 2024). Außer in der Eisengrube Västanå fand sich Trolleit in Schweden nur noch im Steinbruch Hålsjöberg in der Gemeinde Torsby und am Hökensås in der Gemeinde Tidaholm.
Innerhalb von Europa kennt man das Mineral bisher nur aus der Chizeuil Mine bei Chalmoux in der französischen Region Bourgogne-Franche-Comté, aus einem pyrophaltigen Aufschluss südlich von Case Parigi in der Gemeinde Martiniana Po (Piemont) in Italien sowie vom Cap de Creus und aus El Port de la Selva in der spanischen Provinz Girona (Katalonien).
Weitere Fundorte liegen unter anderem bei Bundaberg (Queensland) in Australien, in der Präfektur Yamaguchi auf Honshū in Japan, im Itremo Massiv der Provinz Fianarantsoa auf Madagaskar, in der ostsibirischen Region (Transbaikalia) von Russland, in der Westprovinz von Ruanda sowie in Kalifornien (White Mountains), Colorado (Glendevey) und Virginia (Sprouses Corner) in den USA.